# جو تومسون (محامي)
جو تومسون (بالإنجليزية: Joe Thomson)‏ هو أكاديمي ومحامي بريطاني، ولد في 6 مايو 1948 في Campbeltown ‏ في المملكة المتحدة، وتوفي في 12 مايو 2018.